# Nepenthes flava
Nepenthes flava är en tvåhjärtbladig växtart som beskrevs av Wistuba, Nerz och A. Fleischm. Nepenthes flava ingår i släktet Nepenthes och familjen Nepenthaceae. Inga underarter finns listade i Catalogue of Life.

## Bildgalleri

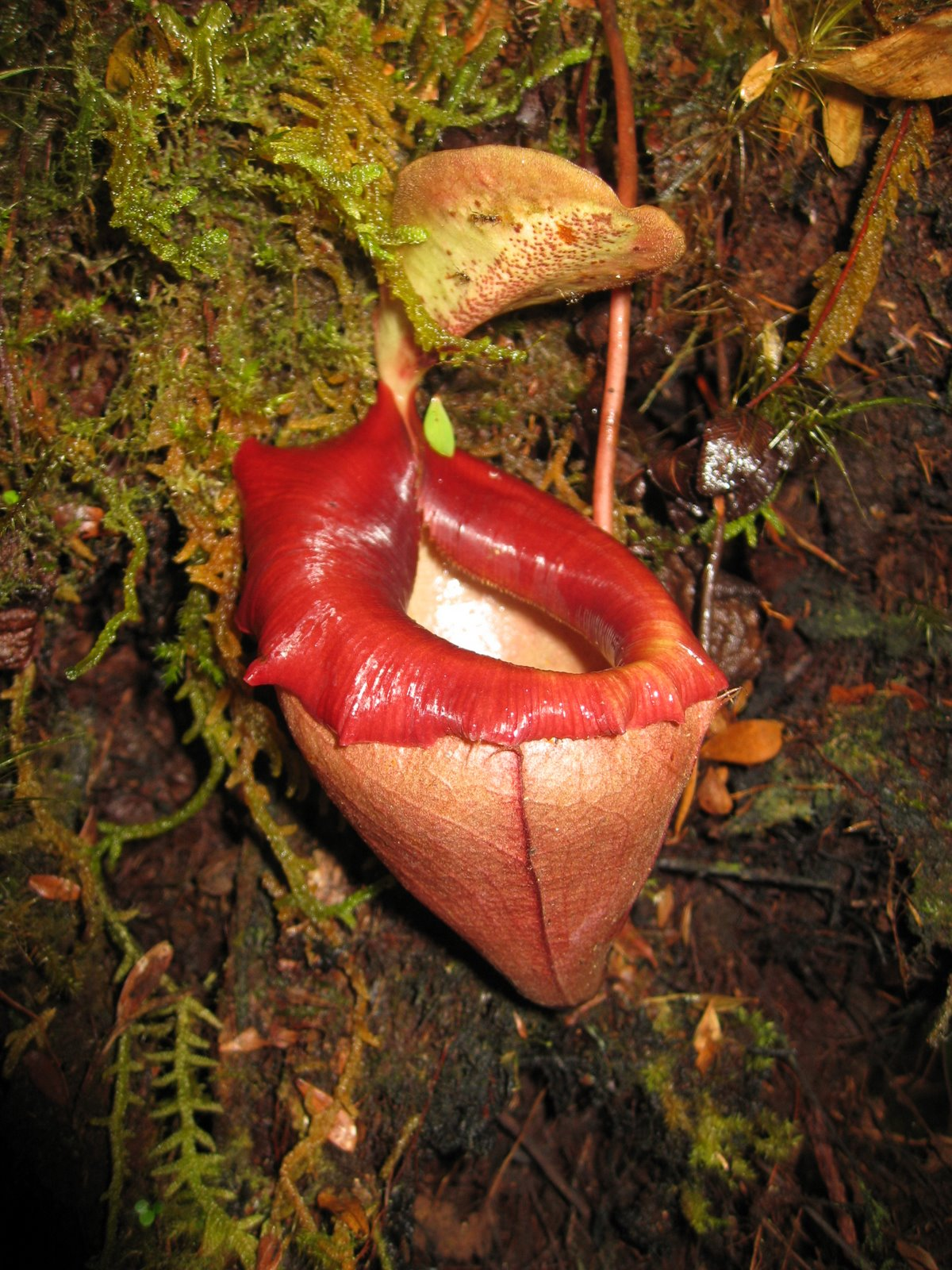
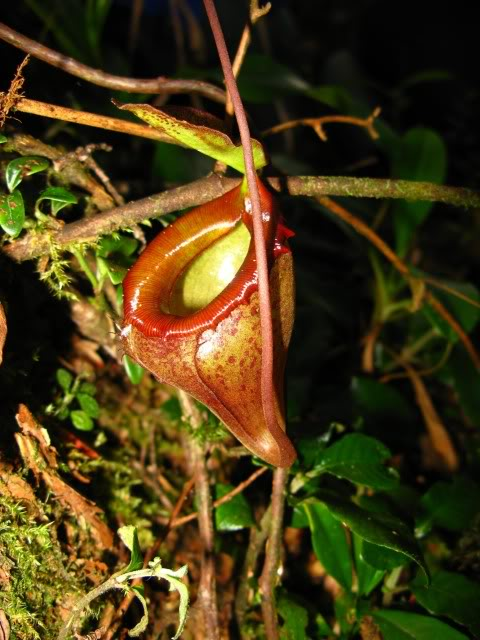
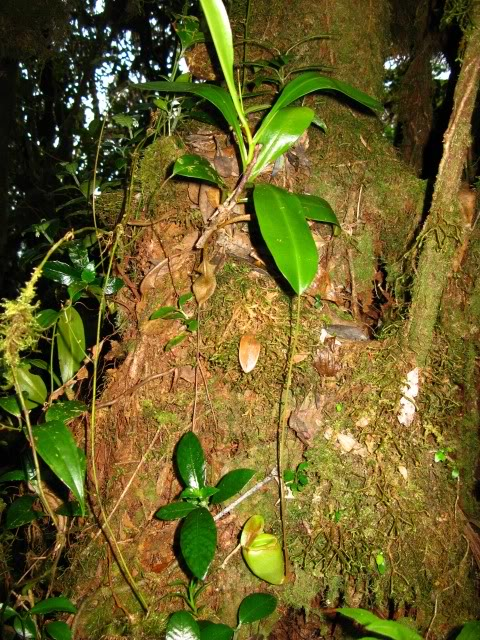
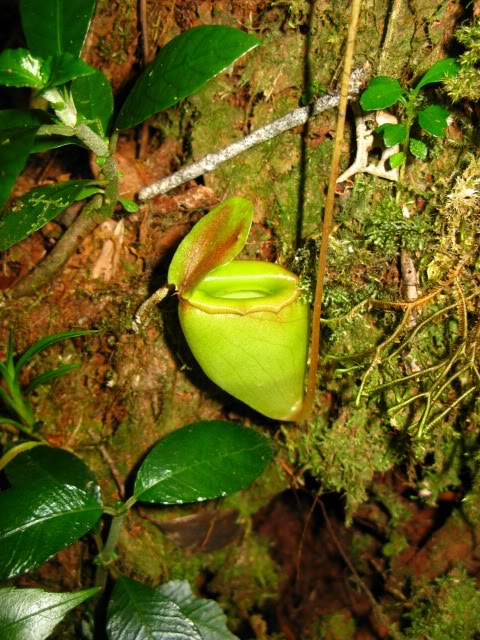
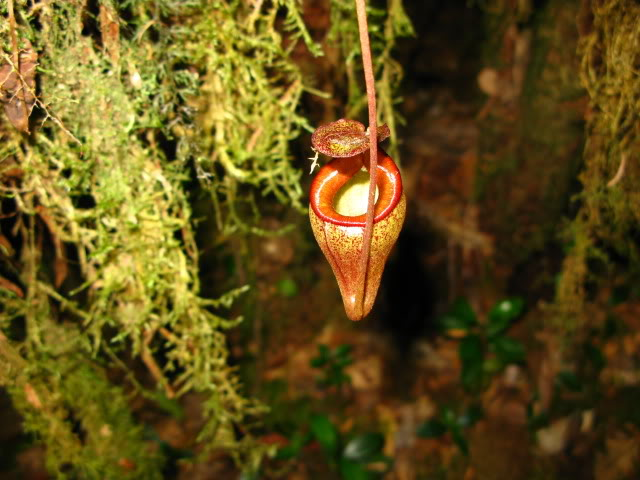
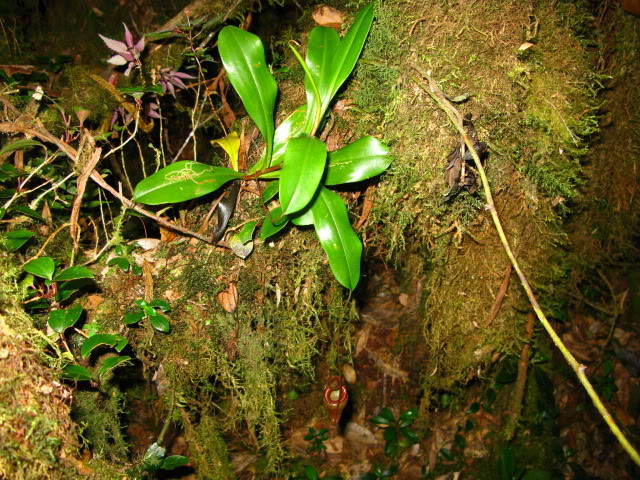